# Obaga

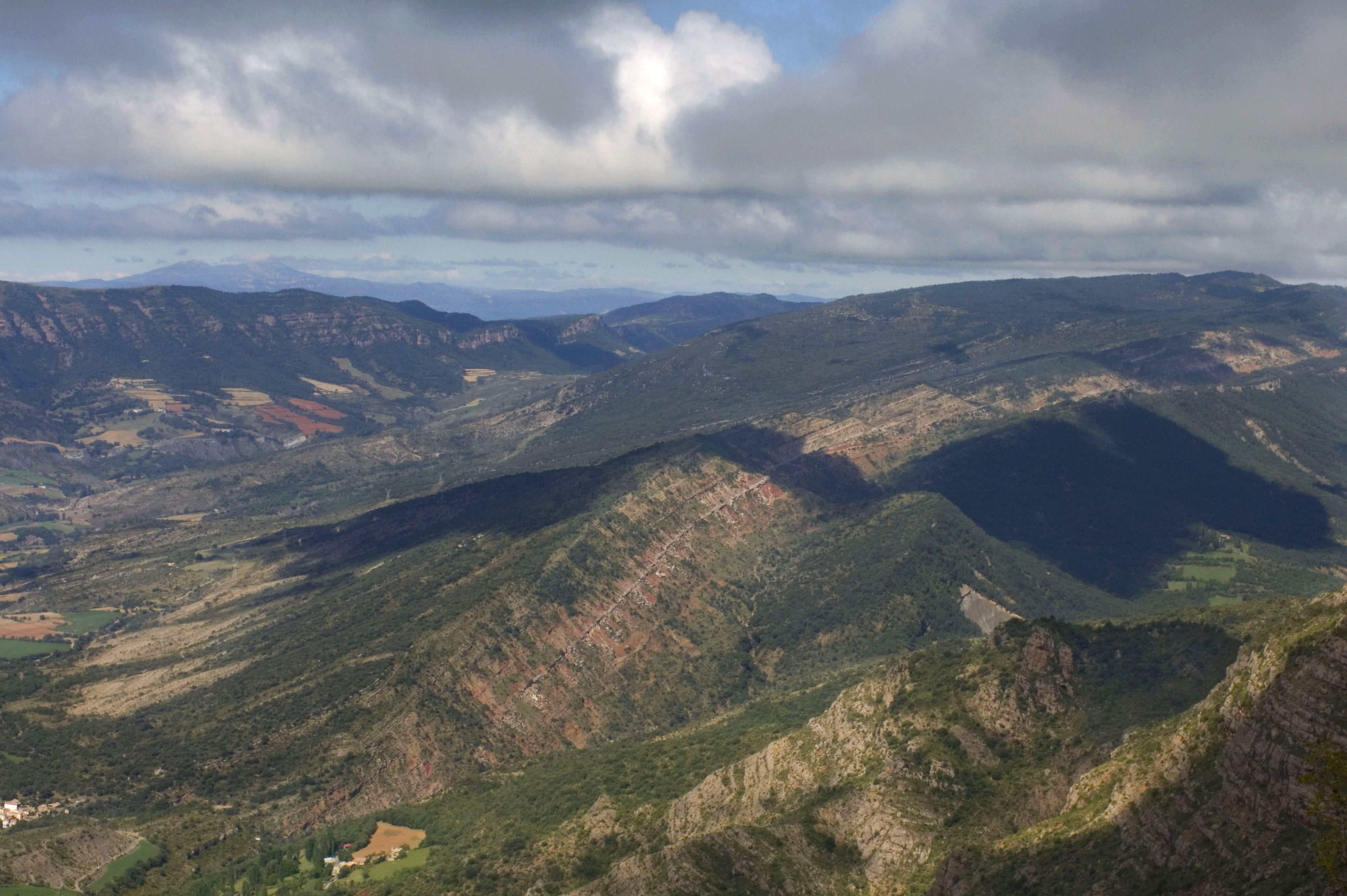
Vessants prepirenaics orientats al nord, a la dreta de la imatge

L'obac o obaga (o bac, baga, bagueny per mal tall de l'article 'lo') i els menys freqüents ombria, ombriu, ombriva i ombradiu, en l'hemisferi nord és el vessant o coster ombrívol d'una muntanya orientat al nord, mentre que correspondria al vessant sud en l'hemisferi sud. El vessant oposat, més exposat al sol, s'anomena solana.
L'orientació al nord comporta més ombra i es conserva millor la humitat, tot i que també és més freda. En latituds mitjanes i climes secs o subhumits, com els generals als Països Catalans, l'efecte de l'obaga és més intens i fa que la vegetació espontània sigui més densa i amb millors condicions hídriques per a vegetar.
La pinassa (Pinus nigra), el grèvol o la maduixera són típiques de la vegetació en les obagues. En llocs molt àrids i calorosos (com les comarques alacantines) espècies com l'alzina o el llentiscle es refugien en les obagues que en climes més humits es troben a la solana. Les orientacions intermèdies participen en part de les característiques climàtiques dels obacs i les solanes.